# Giocare d'azzardo
Giocare d'azzardo és una pel·lícula italiana de 1982 escrita i dirigida per Cinzia TH Torrini.

## Trama
Desesperada per un canvi, Anna, una mestressa de casa de quaranta anys, es dedica al joc. Lamentable, després d'haver esgotat els seus diners, es fa amb els estalvis de la seva filla, aconsegueix empenyorar el cotxe per jugar a un número de loteria que no surt mai. Un dia surt el número: o potser només és el somni de l'Anna.

## Repartiment
- Piera Degli Esposti: Anna
- Renzo Montagnani: Riccardo
- Remo Girone: Andrea
- Liliana Gerace: Vera
- Claudio Spadaro: Carlo
- Mario Spallino:
- Cosimo Pecchioli: Francesco
- Antonella Guidelli: bambina
- Remo Remotti: il principe
- Maria Rosaria Omaggio

## Nominacions
- David di Donatello 1983: Nominada a la millor director novell[2]